# Yah-ta-hey (Novo México)
Yah-ta-hey é uma Região censo-designada localizada no estado americano de Novo México.

## Demografia
Segundo o censo americano de 2000, a sua população era de 580 habitantes.

## Geografia
De acordo com o United States Census Bureau tem uma área de
10,3 km², dos quais 10,3 km² cobertos por terra e 0,0 km² cobertos por água.

## Localidades na vizinhança
O diagrama seguinte representa as localidades num raio de 24 km ao redor de Yah-ta-hey.